# Wilhelm Pawlik (Musiker)

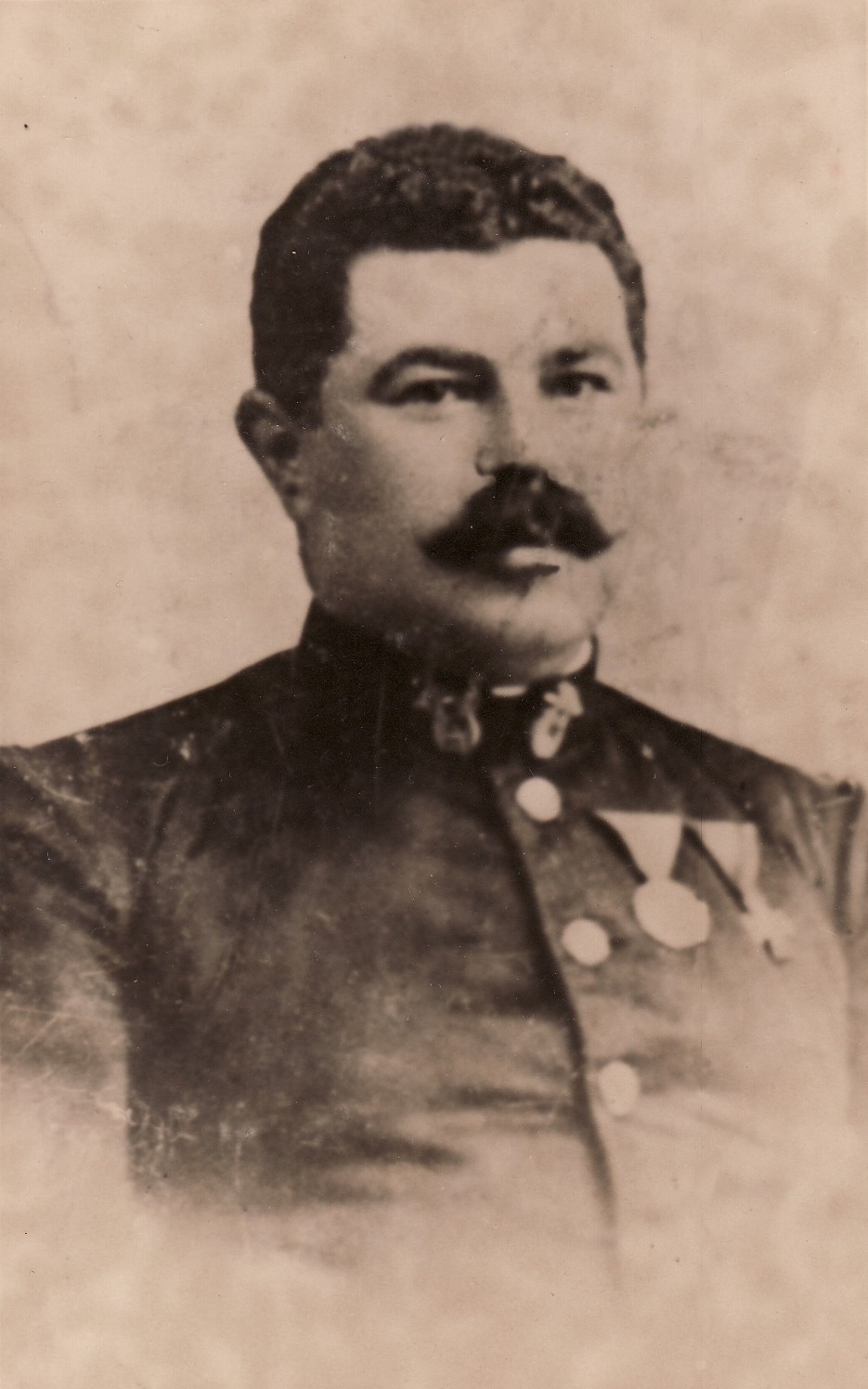
Wilhelm Pawlik

Wilhelm Pawlik (* 25. April 1866 in Šternberk (Märisch-Sternberg); † 4. Oktober 1922 in Klagenfurt) war ein österreichischer Kapellmeister, Dirigent, Komponist und Musikschulinhaber.
Wilhelm Pawlik trat 1883 in das K.u.k. Heer ein und diente diesem 19 Jahre. Anfänglich beim Galizischen Infanterie Regiment „Prinz Sachsen-Coburg-Saalfeld“ Nr. 57, danach beim Böhmischen Infanterie Regiment „Freiherr von Koller“ Nr. 94, dann im Ungarischen Infanterie Regiment „Schreiber“ Nr. 26 und zuletzt beim Ungarischen Infanterie-Regiment „Alexander I. Kaiser von Russland“ Nr. 2, bei welchem er auch Externer Lehrer der Infanterie-Kadettenschule in Hermannstadt für Musik u. Gesang war. 1902 trat er krankheitsbedingt in Invaliden-Pension und übersiedelte nach Klagenfurt, wo er 1903 eine allgemein zugänglichen Musikschule mit Unterricht in sämtlichen Blas- u. Streich-Instrumenten, auch Klavier, Gesang und Theorie führte.
Er machte sich sowohl als Militärkapellmeister und Chordirigent als auch als Komponist zahlreicher Märsche, darunter des bekannten Marsches „Kärnten bleibt Kärnten“, den er 1921 der heimattreuen Bevölkerung Kärntens und der Kärntner Landsmannschaft widmete, einen Namen. Pawlik, Träger der silbernen Ehrenmedaille vom Roten Kreuz mit der Kriegsdekoration, komponierte hauptsächlich Werke für Orchester sowie Lieder und Werke für Blasmusik.
Der zweimal verheiratete Vater von sechs Kindern, deren jüngstes der österreichische Politiker und ÖGB-Gewerkschaftsfunktionär Hans Pawlik ist, wurde auf dem Zentralfriedhof Annabichl in Klagenfurt beigesetzt.

## Werke (Auswahl)
- Kärnten bleibt Kärnten
- Ich liebe dich herzinniglich
- Zwei Rosen
- Still für sich
- Herbstklage
- Nur Dein!
- Das Rote Kreuz
- Bannerlied des Roten Kreuzes
- Mariannen-Walzer
- Danklied. Hymn of Thanksgiving
- Unverhofftes Wiedersehen nach dem Weltkriege
- So ist das Glück
- Valse Lento
- Impromptu
- Récréation-musicale
- Gnomen Polka
- Polka fr.
- Trio
- Touristenblut Polka francaise
- Kemenovic-Marsch
- Aus den Alpen
- Marsch: Der Lindwurm in Eisen
- Festmarsch für großes Orchester
- Aus den Alpen
- Jubiläumsmarsch
- Hermannstädter Cadettenschul-Marsch